# Peugeot TE
Il Peugeot TE era un motore a scoppio prodotto tra il 1937 ed il 1938 dalla Casa automobilistica francese Peugeot.

## Caratteristiche

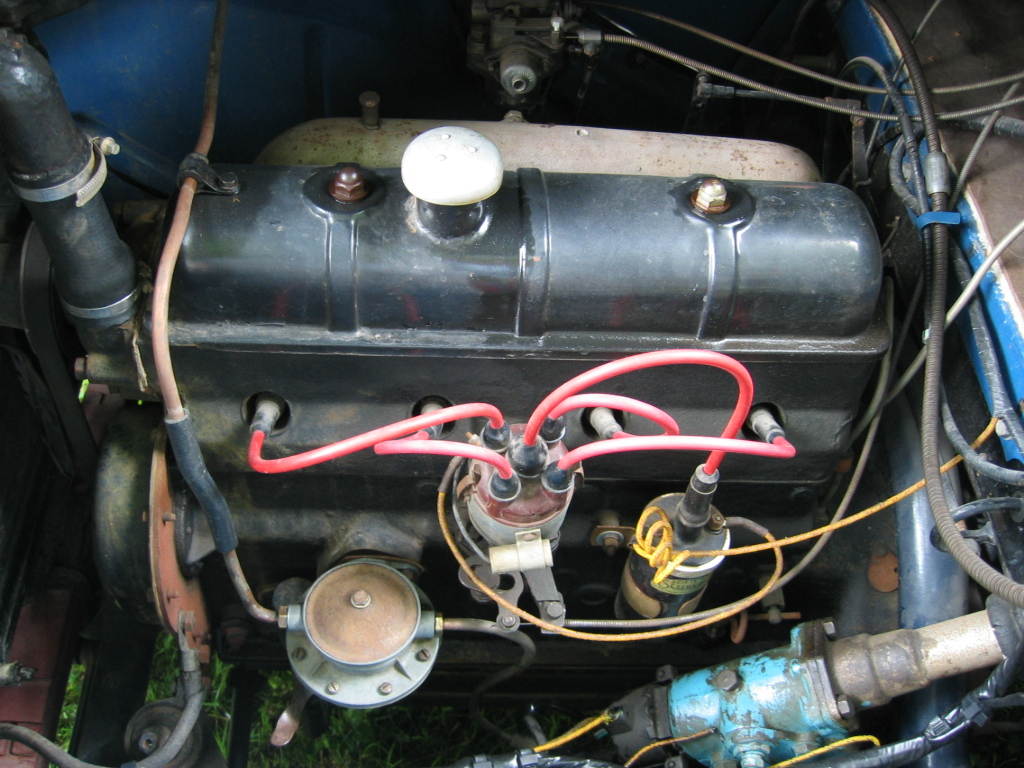
Vista di un motore TE

Questo motore, montato unicamente sulla Peugeot 302, deriva direttamente dal motore TH introdotto l'anno prima sulla Peugeot 402. 

Analogamente al fatto che la 302 sia stata una versione in scala leggermente ridotta della 402, anche il motore TE fu una versione leggermente sottodimensionata del TH. Di quest'ultima unità  venne mantenuta l'architettura generale, e quindi:
- 4 cilindri in linea;
- monoblocco e testata in ghisa;
- albero a gomiti con 3 supporti di banco;
- valvole in testa;
- distribuzione ad un albero a camme laterale, con aste e bilancieri.

Più in particolare fu mantenuta la misura della corsa, pari a 92 mm, ma fu ridotto l'alesaggio, da 83 a 78 mm. Come risultato si ottenne una cilindrata di 1758 cm³.

Con tali caratteristiche, questo motore erogava fino a 43 CV di potenza massima a 4000 giri/min.
Rimase in produzione solo durante la commercializzazione della 302 e non fu montato su altre vetture della Casa.